# カストロレアーレ
カストロレアーレ（イタリア語: Castroreale, シチリア語: Castruriali）は、イタリア共和国シチリア州メッシーナ県にある、人口約2,400人の基礎自治体（コムーネ）。

## 地理

### 位置・広がり
メッシーナ県のコムーネ。県都メッシーナから西南西へ32kmの距離にある。

#### 隣接コムーネ
隣接するコムーネは以下の通り。
- アンティッロ
- バルチェッローナ・ポッツォ・ディ・ゴット
- カザルヴェッキオ・シークロ
- ロディ・ミーリチ
- サンタ・ルチーア・デル・メーラ
- テルメ・ヴィリアトーレ

## 文化・観光
「イタリアの最も美しい村」クラブ加盟コムーネである。